# میخ‌پنجه گلوسیاه
میخ‌پنجه گلوسیاه (نام علمی: Centropus leucogaster) نام یک گونه از سرده میخ‌پنجه است.